# Bokak

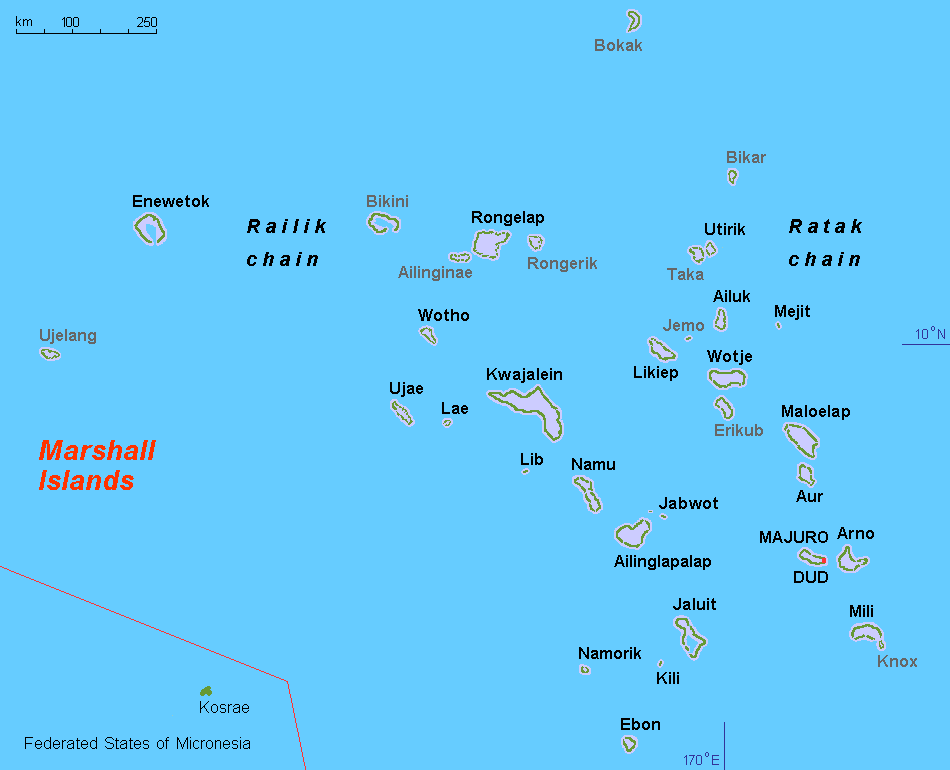
Marshallöarna, Bokak/Taongi längst upp på kartan

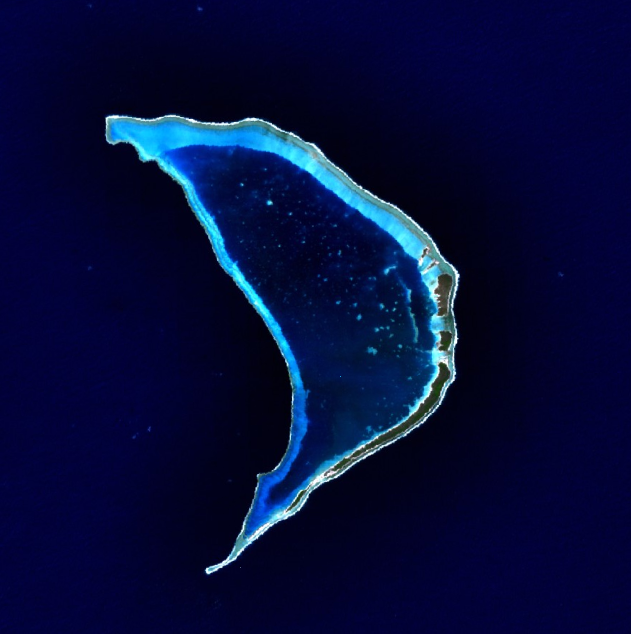
Bokak/Taongiatollen

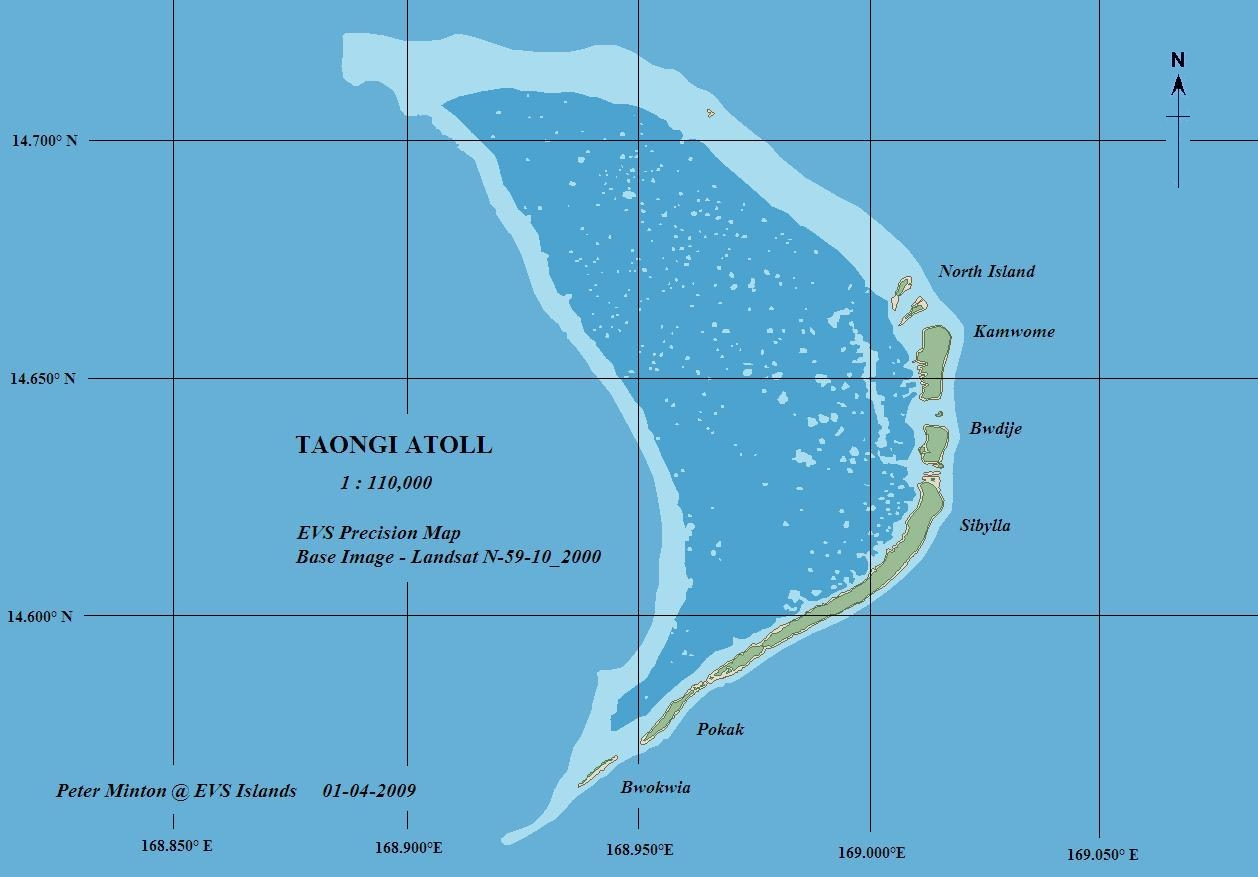

Bokak eller Taongi (Marshallesiska Taongi) är en obebodd atoll bland Rataköarna i norra Stilla havet och tillhör Marshallöarna.

## Geografi
Bokak ligger ca 900 km nordväst om huvudön Majuro.
Atollen är en korallatoll och har en total areal om ca 81,3 km² med en landmassa på ca 3,24 km² och en lagun på ca 78,04 km².  Atollen består av ca 11 öar och den högsta höjden är på endast ca 15 m ö.h. 
De större öarna från norr till söder är:
| Namn         | Även känd som  | Yta (km²) | Koordinater                                   |
| ------------ | -------------- | --------- | --------------------------------------------- |
| North Island |                | 0.10      | 14°40′17″N 169°00′23″Ö / 14.6714°N 169.0064°Ö |
| Kamwome      | Kamome, Kamone | 0.93      | 14°39′23″N 169°00′45″Ö / 14.6565°N 169.0125°Ö |
| Bwdije       | Breje          | 0.41      | 14°38′19″N 169°00′47″Ö / 14.6387°N 169.0130°Ö |
| Sibylla      | Sybylla        | 2.75      | 14°36′44″N 169°00′14″Ö / 14.6122°N 169.0039°Ö |
| Pokak        | Bokak, Taongi  | 0.35      | 14°34′55″N 168°58′39″Ö / 14.5820°N 168.9775°Ö |
| Bwokwla      |                | 0.13      | 14°34′08″N 168°56′28″Ö / 14.5690°N 168.9411°Ö |

Ytorna är baserad på mätning i Open Street Map och är ungefärliga.

Den obebodda atollen utgör förvaltningsmässigt en egen municipality (kommun).

## Historia
Rataköarna har troligen bebotts av mikronesier sedan cirka 1000 f.Kr.
Bokak upptäcktes den 21 augusti 1526 av spanske kapten Alonso de Salazar och fick namnet San Bartolomeo. Öarna hamnade senare under spansk överhöghet.
Neuguinea-Compagnie, ett tyskt handelsbolag, köpte ögruppen av Spanien och etablerade sig på Rataköarna kring 1885. Öarna blev då ett eget förvaltningsområde tills de i oktober 1885 blev ett tyskt protektorat och då blev del i Tyska Nya Guinea.
Under första världskriget ockuperades området i oktober 1914 av Japan som även erhöll förvaltningsmandat, det Japanska Stillahavsmandatet, över området av Nationernas förbund vid Versaillesfreden 1919.
Under andra världskriget användes ögruppen som militärbas av Japan tills USA erövrade området 1944. Därefter hamnade ögruppen under amerikansk överhöghet. 1947 utsågs Marshallöarna tillsammans med hela Karolinerna till "Trust Territory of the Pacific Islands" av Förenta nationerna och förvaltades av USA.

### Sarah Joes skeppsbrott

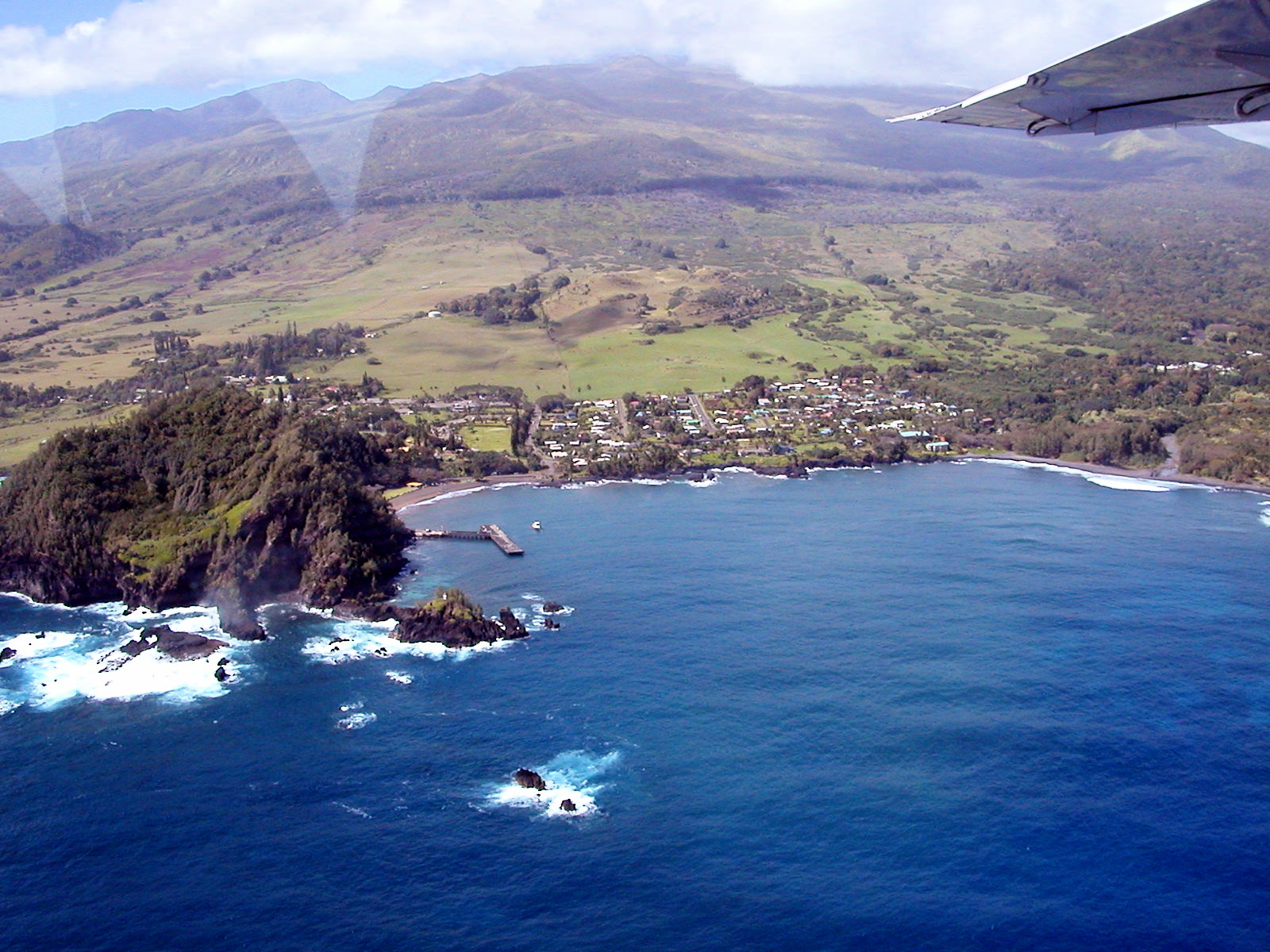
Hana, Maui, 2006

Den 11 februari 1979 lämnade Scott Moorman och fyra vänner Hawaii-ön Maui för att fiska. Sarah Joe, en motorbåt cirka 5 meter, lämnade hamnen Hanu på morgonen i lugnt väder. På eftermiddagen blåste det upp till storm som senare övergick i orkan. Klockan 17:00 anmäldes Moorman och hans vänner som saknade. Kustbevakningen skickade ut helikopter och flygplan, men sikten var för dålig. Sökandet fortsatte i fem dagar, men utan spår av vare sig män eller båtspillror.
Nio år senare arbetade marinbiologen John Naughton på Bokak, den nordligaste atollen i Marshallöarna och 3 600 km från Hawaii. Han hade deltagit i sökandet efter Moorman och hans vänner och upptäckte ett båtvrak i sanden. På vrakets akter stod ett hawaiianskt registreringsnummer – Sarah Joes. I närheten hittade han ett kors byggt av vrakspillror och stenar. Därinunde hade någon begravt Scott Moorman.